# Renodes nigrilinea
Renodes nigrilinea là một loài bướm đêm trong họ Erebidae.